# Yang Se-jong
Đây là một tên người Triều Tiên, họ là Yang.
Yang Se-jong (Hangul: 양세종, Hán-Việt: Dương Thế Chung, sinh ngày 23 tháng 12 năm 1992) là một diễn viên và người mẫu người Hàn Quốc. Anh đã làm người mẫu thời trang vào năm 2011 trong một khoảng thời gian ngắn. Anh được biết đến với vai diễn trong bộ phim truyền hình nổi tiếng Dr. Romantic (2016), Duel (2017), Still 17 (2018) & My Country: The New Age (2019).

## Tiểu sử và học vấn
Yang Se-jong sinh ngày 23 tháng 12 năm 1992 tại Anyang, Gyeonggi. Trong hai năm đầu tiên của trường trung học, anh làm việc tại một cửa hàng sách và thuê đĩa DVD như là một công việc bán thời gian. Trong năm thứ hai của năm học trung học, anh bắt đầu mơ ước trở thành một diễn viên sau khi xem các vở kịch của trường với bạn bè của mình. Năm 2012, anh ghi danh Đại học Nghệ thuật Quốc gia Hàn Quốc, chuyên ngành về Sân khấu và Điện ảnh.

## Sự nghiệp

### 2016 – Hiện tại
Sau một tháng hoàn thành việc quay bộ phim Saimdang, Memoir of Colors, Yang tham gia casting bộ phim Dr. Romantic và đã xuất hiện bộ phim truyền hình nổi tiếng này, đánh dấu sự nghiệp diễn xuất của anh. Anh thu hút sự chú ý sau khi đóng vai của đối thủ của Yoo Yeon-Seok.
Vào tháng 1 năm 2017, Yang Se-jong đã đóng vai thời còn trẻ của Song Seung-heon và là trợ lý của Lee Young-ae trong bộ phim lịch sử của đài SBS Saimdang, Memoir of Colors. Cùng năm đó, anh đóng vai chính trong bộ phim khoa học viễn tưởng Duel của đài OCN. Sau đó, anh đã tham gia vào bộ phim  Temperature of Love của biên kịch Ha Myung-hee cùng với sự tham gia của ngôi sao Seo Hyun-jin của Dr. Romantic.

## Danh sách phim

### Phim
| Năm  | Tiêu đề               | Vai trò | Ghi chú   |
| ---- | --------------------- | ------- | --------- |
| 2013 | The Voice From Inside |         | Phim ngắn |
| 2013 | Things We Don't Know  |         | Phim ngắn |

### Điện ảnh
| Năm  | Tiêu đề                     | Ghi chú               |
| ---- | --------------------------- | --------------------- |
| 2014 | Time to go to school, Alice | Seoul Fringe Festival |

### Phim truyền hình
| Năm  | Tên tiếng Anh                   | Tên tiếng việt                                | Tên tiếng hàn           | Vai diễn                          | Kênh    |
| ---- | ------------------------------- | --------------------------------------------- | ----------------------- | --------------------------------- | ------- |
| 2016 | Romantic Doctor, Teacher Kim    | Người Thầy Y Đức / Chuyện Nghề Y              | 낭만닥터 김사부         | Do In-beom                        | SBS     |
| 2017 | Saimdang, Memoir of Colors      | Nhật ký Saimdang / Saimdang, Nhật Ký Ánh Sáng | 사임당, 빛의 일기       | Lee Gyum thời trẻ / Han Sang-hyun | SBS     |
| 2017 | Duel                            | Đối đầu nhân bản / Chống lại nhân bản         | 듀얼                    | Sung-joon / Sung-hoon / Yong-sup  | OCN     |
| 2017 | Temperature of Love             | Nhiệt độ tình yêu                             | 사랑의 온도             | On Jung-seon                      | SBS     |
| 2018 | Still 17 / Thirty but Seventeen | Vẫn mãi tuổi 17 / 30 hay 17                   | 서른이지만 열일곱입니다 | Gong Woo Jin                      | SBS     |
| 2019 | My country: The new age         | Quê hương ta: Thời đại mới                    | 나의 나라               | Seo Hwi                           | JTBC    |
| 2020 | Dr. Romantic 2                  | Người Thầy Y Đức 2                            | 낭만닥터 김사부         | Do In-bum                         | SBS     |
| 2023 | Doona!                          | Doona! - Cô gái tầng dưới                     | 이두나!                 | Lee Won-jun                       | Netflix |

### Chương trình thực tế
| Năm  | Tiêu đề        | Vai trò    | Kênh | Tham khảo |
| ---- | -------------- | ---------- | ---- | --------- |
| 2019 | Coffee Friends | Thành viên | tvN  | [ 11 ]    |

## Giải thưởng và đề cử
| Năm  | Lễ trao giải                      | Hạng mục                                     | Tác phẩm                   | Kết quả   | Tham khảo |
| ---- | --------------------------------- | -------------------------------------------- | -------------------------- | --------- | --------- |
| 2017 | The Seoul Awards lần thứ 1        | Diễn viên mới xuất sắc (Drama)               | Saimdang, Memoir of Colors | Đề cử     |           |
| 2017 | SBS Drama Awards lần thứ 25       | Diễn viên mới xuất sắc                       | Temperature of Love        | Đoạt giải |           |
| 2017 | SBS Drama Awards lần thứ 25       | Giải cặp đôi xuất sắc với Seo Hyun-jin       | Temperature of Love        | Đề cử     |           |
| 2018 | Baeksang Arts Awards lần thứ 54   | Diễn viên mới xuất sắc (TV)                  | Temperature of Love        | Đoạt giải | [ 12 ]    |
| 2018 | Baeksang Arts Awards lần thứ 54   | Diễn viên phổ biến (TV)                      | Temperature of Love        | Đề cử     | [ 12 ]    |
| 2018 | APAN Star Awards lần thứ 6        | Diễn viên mới xuất sắc                       | Temperature of Love        | Đoạt giải | [ 13 ]    |
| 2018 | APAN Star Awards lần thứ 6        | Giải K-Star                                  | Temperature of Love        | Đề cử     | [ 14 ]    |
| 2018 | Soompi Awards lần thứ 13          | Giải diễn viên bức phá                       | Temperature of Love        | Đề cử     |           |
| 2018 | Soompi Awards lần thứ 13          | Giải nụ hôn xuất sắc với Seo Hyun-jin        | Temperature of Love        | Đề cử     |           |
| 2018 | Soompi Awards lần thứ 13          | Giải cặp đôi xuất sắc với Seo Hyun-jin       | Temperature of Love        | Đề cử     |           |
| 2018 | SBS Drama Awards lần thứ 26       | Giải xuất sắc, diễn viên phim thứ hai-thứ ba | Still 17                   | Đoạt giải | [ 15 ]    |
| 2018 | SBS Drama Awards lần thứ 26       | Giải cặp đôi xuất sắc với Shin Hye-sun       | Still 17                   | Đề cử     |           |
| 2019 | Soompi Awards lần thứ 14          | Giải cặp đôi xuất sắc với Shin Hye-sun       | Still 17                   | Đề cử     |           |
| 2020 | Asia Artist Awards 2020 lần thứ 5 | Giải phổ biến (Diễn viên)                    | —                          | Đề cử     | [ 16 ]    |

## Quảng cáo
Tham gia quảng cáo Toreta Drink cùng Park Bo Young.

## Liên kết
- Yang Se-jong Lưu trữ ngày 9 tháng 6 năm 2017 tại Wayback Machine tại Good People Entertainment
- Yang Se-jong trên IMDb
- Yang Se-jong trên HanCinema
- Yang Se-jong tại Daum